# PinePhone
Das PinePhone ist ein vom Computerhersteller Pine64 entwickeltes Smartphone. Ziel ist ein möglichst hoher Freiheitsgrad in Hardware, Firmware und Software und die damit einhergehende Kontrolle ebendieser durch den Nutzer.

## Geschichte
Pine64 nahm am 15. November 2019 Bestellungen für die sogenannte BraveHeart-Gamma-Edition des PinePhone entgegen, welche für Early-Adopter und Softwareentwickler gedacht war und nur eine rudimentäre Firmware bereitstellte, damit der Benutzer das Gerät testen konnte, bevor die Installation eines Produktivsystems vorgenommen wird. Im Januar 2020 wurden Tausende Geräte ausgeliefert.
Im April 2020 nahm Pine64 erste Bestellungen für die Community-Edition des PinePhone entgegen, welche im Mai 2020 ausgeliefert wurde. Diese Edition enthielt Ubuntu Touch als vorinstalliertes Betriebssystem. Für jeden Verkauf der Community Edition, sowie der Versionen mit benutzerdefinierten Gerätedeckeln, erhält das vom Käufer ausgewählte Community-Betriebssystemprojekt eine Spende von 10 US-Dollar.
Eine weitere PinePhone-Variante mit vorinstalliertem postmarketOS, ein auf Alpine Linux basierender Fork für mobile Geräte, wurde im Juni 2020 angekündigt und ist als Community Edition sowie als Convergence Edition erhältlich. Letztere verfügt über 3 GB RAM, 32 GB internen Flashspeicher und einem USB-C-Dock, zu einem Mehrpreis von 50 US-Dollar.
Seit dem 17. September 2020 kann eine dritte Variante des PinePhones mit Manjaro Linux als Betriebssystem vorbestellt werden. Diese ist ebenfalls in den zwei unterschiedlichen Editionen erhältlich.
Am 15. Oktober wurde eine erneut verbesserte Version angekündigt. Das als PinePhone Pro bezeichnete Gerät verfügt über 4 GB RAM, 128 GB internen Flashspeicher und als Prozessor ist ein Rockchip RK3399S vorgesehen.

## Hardware

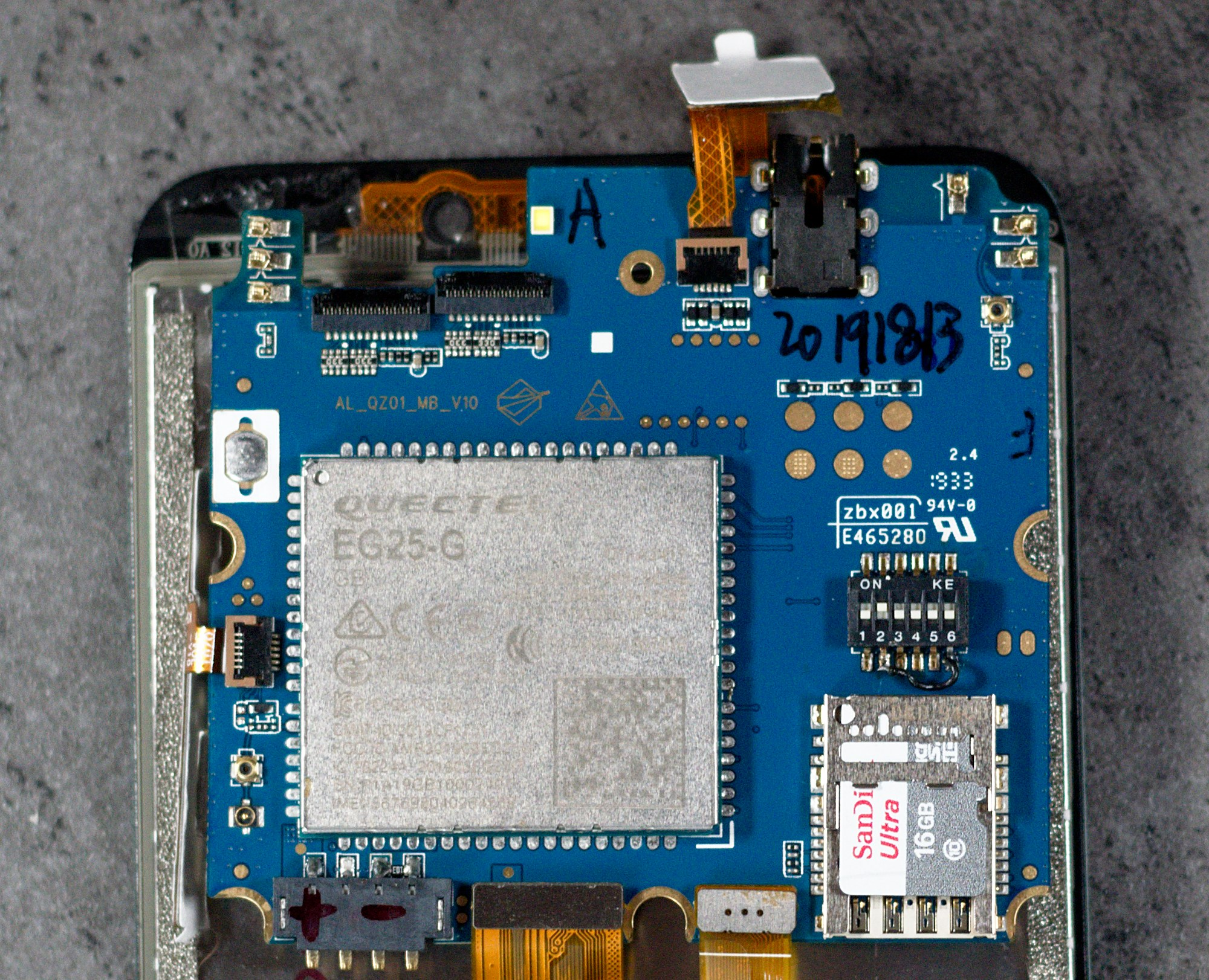
Mainboard; DIP-Schalter Mitte rechts, schwarz und weiß

Das Gerät lässt sich mittels eines einfachen Schraubendrehers in seine Bestandteile zerlegen, damit Reparaturen oder Upgrades leicht durchgeführt werden können; auch der Akku ist austauschbar. Durch Entfernen der hinteren Abdeckung kann auf sechs DIP-Schalter zugegriffen werden, mit denen sich das Modem, GPS, Bluetooth, WLAN, das Mikrofon und die Kamera an- und ausschalten lassen. Der sechste DIP-Schalter wandelt die 3,5-mm-Kopfhörerbuchse in eine serielle UART-Schnittstelle um. Das PinePhone ist das erste Smartphone mit einem solchen Schalter.
Die Hardware des PinePhones ist modular aufgebaut: Baseband-Prozessor, WLAN- und Bluetooth-Chip sind separate Schaltkreise was in Verbindung mit dem DIP-Schalter zu größeren Leiterplatten und einer geringeren Energieeffizienz führt, als dies bei anderen Smartphones üblich ist, die meist als System-on-a-Chip entworfen werden. Die Chips sind auf der Leiterplatte verlötet.
Pine64 ist nach OpenMoko Inc. der zweite Gerätehersteller, der das Booten von einer microSD-Karte ermöglicht, wodurch der Benutzer unterschiedliche Betriebssysteme ausprobieren kann, ähnlich einem Live-System.
Eine weitere Besonderheit des PinePhone ist der 6-Pogo-Pin-I²C-Anschluss unter der hinteren Abdeckung, über den sich das Telefon modifizieren lässt. Pine64 hat berichtet, dass es drei Mods entwickelt, darunter eine physische Tastatur, einen 5000-mAh-Akku und kabelloses Laden.

## Software
Das PinePhone unterstützt eine Vielzahl von Opensource-Betriebssystemen, die auf dem Linux-Kernel basieren, und lässt sich somit mit unterschiedlichen Benutzeroberflächen betreiben.
Da sämtliche Arbeit an der gerätespezifischen Entwicklung und Optimierung der unterstützten Betriebssystem von der Community übernommen wird, kann Pine64 Kosten einsparen und seine Geräte zu einem relativ niedrigen Preis am Markt anbieten.
Als WLAN/Bluetooth Chip kommt der RTL8723CS von Realtek zum Einsatz, welcher bisher nur mit rein proprietärer Software angesteuert werden kann, ebenso wie die Autofokus-Firmware für die hintere Kamera OV6540 von OmniVision, welche allerdings nicht vorinstalliert ist.
Das PinePhone verwendet ausschließlich Open-Source-Treiber für den Bootloader. Firmware für das verwendete Mobilfunkmodem, GNSS, WLAN und Bluetooth, die keine proprietären Blobs enthält, existiert momentan nicht. Sind diese Komponenten aktiv, also nicht durch einen der DIP-Schalter deaktiviert, so kommuniziert das Gerät mit diesen über serielle Protokolle wie USB 2.0, I²C und SDIO, die allesamt keinen Speicherdirektzugriff haben. Auf diese Weise werden immer noch BLOBs für den Betrieb dieser Funkgeräte benötigt, aber sie sind isoliert.

## Rezeption
Im November 2019 sagte Phillip Prado von Android Authority, dass das PinePhone das Potenzial habe, „unsere Vorstellungskraft dahingehend zu erweitern, wie Mobile Computing aussehen könnte“. Er erwarte allerdings nicht, dass es die Geräte aller Androidnutzer ersetzen wird.
Linux Magazine erwähnte in einem eigenen Artikel die verschiedenen Betriebssysteme und die Unterstützung durch die Community.
Im Dezember 2019 sagte Martins D. Okoi von FossMint, dass die erste Version des PinePhone sich an versierte Benutzer richtet, die Betriebssysteme in der Betaphase testen wollen.
Ars Technica sprach über die ungewöhnlichen externen Anschlüsse des Telefons, welche I²C, GPIO und serielle Anbindung anbieten.
Im Januar 2020 bezeichnete ZDNet die PinePhone-Hardware als „vielversprechend“.
heise online berichtete im November 2020 über eine neue Variante, welche mit KDE Plasma Mobile ausgeliefert wird.